# Hawker Hotspur
L'Hawker Hotspur fu una versione modificata dell'Hawker Henley atta ad ospitare una torretta di fuoco posteriore realizzata dalla Boulton-Paul ltd. Fu realizzato per rispondere alle esigenze della direttiva F.9/35 emanata dall'Air Ministry che imponeva la realizzazione di un velivolo equipaggiato con una torretta di fuoco per sostituire gli Hawker Demon.

## Storia

### Design e sviluppo
Come per l'Henley, l'Hotspur utilizzava gli stessi pannelli alari dell'Hawker Hurricane. Un solo prototipo, siglato K8309, fu costruito nel 1937 e venne equipaggiato con quattro mitragliatrici Browning da 0.303 in (7,7 mm) stivate in una torretta posteriore e una Vickers da .303 in (7,7 mm) montata a prua. La costruzione del prototipo si protrasse fino al 1938, ma a quel punto era già pronto l'aereo concorrente Boulton Paul P.82 Defiant. L'Hotspur volò la prima volta il 14 giugno 1938 con a bordo una torretta realizzata in legno e con della zavorra per simulare il peso delle armi.

### Epilogo
In definitiva il progetto venne abbandonato quando l'Hawker Aircraft si trovò impegnata nella costruzione in serie degli aerei Henley e Hurrican. Pertanto dal prototipo venne smontata la torretta che fu sostituita da una cabina di pilotaggio completamente chiusa; nel frattempo una prevista produzione di tale velivolo da parte dell'Avro sfumò e l'unico Hotspur costruito venne utilizzato come aereo di prova per diversi test fino al 1942.